# Saint-Patrice-de-Sherrington
Saint-Patrice-de-Sherrington es un municipio de parroquia de la provincia de Quebec en Canadá. Es una de las ciudades pertenecientes al municipio regional de condado de Les Jardins-de-Napierville y, a su vez, a la región de Vallée-du-Haut-Saint-Laurent en Montérégie.

## Geografía
El territorio de Saint-Patrice-de-Sherrington se encuentra ubicado entre los municipios de Saint-Édouard y Saint-Jacques-le-Mineur al norte, Saint-Cyprien-de-Napierville al este, Saint-Bernard-de-Lacolle al sureste, el cantón de Hemmingford al sur, Sainte-Clotilde al suroeste así como Saint-Michel al noroeste. Tiene una superficie total de 92,57 km² cuyos 92,49 son tierra firme.

## Política
El municipio forma parte del MRC de Les Jardins-de-Napierville. El consejo municipal está compuesto por seis consejeros sin división territorial. El alcalde actual (2015) es Daniel Lussier.
El territorio de Saint-Patrice-de-Sherrington está incluso en las circunscripciones electorales de Huntingdon a nivel provincial y de Beauharnois-Salaberry a nivel federal.

## Demografía
Según el censo de Canadá de 2011, había 1971 personas residiendo en este municipio con una densidad de población de 21,3 hab./km². Los datos del censo mostraron que de las 1911 personas censadas en 2006, en 2011 hubo un aumento de 60 habitantes (3,1 %). El número total de inmuebles particulares resultó de 769. El número total de viviendas particulares que se encontraban ocupadas por residentes habituales fue de 745.
Evolución de la población total, Saint-Patrice-de-Sherrington, 1991-2015